# サラガイ
サラガイ（皿貝、学名:Megangulus venulosus）はマルスダレガイ目ニッコウガイ科サラガイ属の二枚貝である。  学名は1861年にレオポルト・フォン・シュレンクによって命名された。別名としてシロガイ（白貝）等がある。